# (1060) Magnolia
(1060) Magnolia es un asteroide perteneciente al cinturón de asteroides descubierto por Karl Wilhelm Reinmuth desde el observatorio de Heidelberg-Königstuhl, Alemania, el 13 de agosto de 1925.

## Designación y nombre
Magnolia fue designado inicialmente como 1925 PA.
Más tarde se nombró por las magnolias, un género de plantas magnoliáceas.

## Características orbitales
Magnolia orbita a una distancia media del Sol de 2,238 ua, pudiendo alejarse hasta 2,69 ua y acercarse hasta 1,785 ua. Tiene una excentricidad de 0,2021 y una inclinación orbital de 5,918°. Emplea en completar una órbita alrededor del Sol 1223 días.
Magnolia forma parte de la familia asteroidal de Flora.